# دریای درون
دریای درون (به اسپانیایی: Mar adentro) یک فیلم درام اسپانیایی محصول سال ۲۰۰۴، به کارگردانی آلخاندرو آمنابار است.
دریای درون در هفتاد و هفتمین دوره جوایز اسکار، برندهٔ جایزه اسکار بهترین فیلم خارجی زبان شد.

## داستان
دریای درون اقتباسی از زندگی واقعی رامون سامپدرو (با هنرنمایی خاویر باردم) ملوان جوانی است که در یک حادثه دچار شکستگی استخوان گردن، قطع نخاع و فلج کامل پائین‌تر از گردن می‌شود. او به مدت ۲۸ سال تلاش کرد تا دادگاه، حقِ مرگ آسان را برای او به رسمیت بشناسد؛ تا او بتواند به زندگی خود پایان دهد. این فیلم همچنین روابط او را با دو زن، مورد کنکاش قرار می‌دهد: «خولیا» (با بازی بلن روئدا)، یک وکیل مدافع که خود مبتلا به سندرم کاداسیل است و از حق او برای مرگ آسان دفاع می‌کند و «رُزا» (با بازی لولا دوئنیاس) یک زن محلی، که می‌خواهد رامون را متقاعد کند که زندگی ارزش زیستن را دارد. از طریق نیروی عشق رامون، این دو زن می‌توانند به چیزهایی دست یابند که پیش از آن حتی فکرش را هم نمی‌کردند.
1. برنده بهترین فیلم خارجی زبان و کاندیدای گریم از آکادمی اسکار
2. کاندیدای بهترین فیلم خارجی زبان از جوایز فیلم های AARP برای بزرگسالان
3. برنده بهترین فیلم خارجی اسپانیایی زبان از جوایز انجمن منتقدان فیلم آرژانتین
4. کاندیدای جایزه چهارگانه سینمای جهان بی بی سی از بی بی سی چهار جوایز سینمای جهان
5. برنده بهترین گریم بین المللی برای یک فیلم بلند (جو آلن) از جوایز شبکه هنرمندان گریم کانادا
6. برنده بهترین فیلم خارجی زبان و کاندیدای بازیگر مرد درام (خاویر باردم) از گلدن گلوب
7. برنده بهترین فیلم ، کارگردانی، فیلمنامه، بازیگر مرد (خاویر باردم)، بازیگر زن (لولا دوئنیاس)، برنده بازیگر مرد مکمل (سلسو بوگالو)، بازیگر زن مکمل (میبل ریورا)،  برنده بازیگر زن تازه وارد (بلن روئدا)، بازیگر مرد تازه وارد (تامار نواس) برنده بهترین فیلمبرداری، گریم، موسیقی، صدا،طراحی تولید کاندیدای طراحی صحنه از جشنواره گویا
8. کاندیدای فیلم خارجی زبان سال از جوایز حلقه منتقدان فیلم لندن
9. کاندیدای شیر طلایی، برنده جایزه بزرگ هیئت داوران، بهترین فیلم بین المللی، بهترین بازیگر مرد (خاویر باردم) از جشنواره بین المللی فیلم ونیز
10. برنده بهترین فیلم خارجی زبان از جوایز حلقه منتقدان فیلم استرالیا